# Unsere Liebe Frau (Maria-Thann)

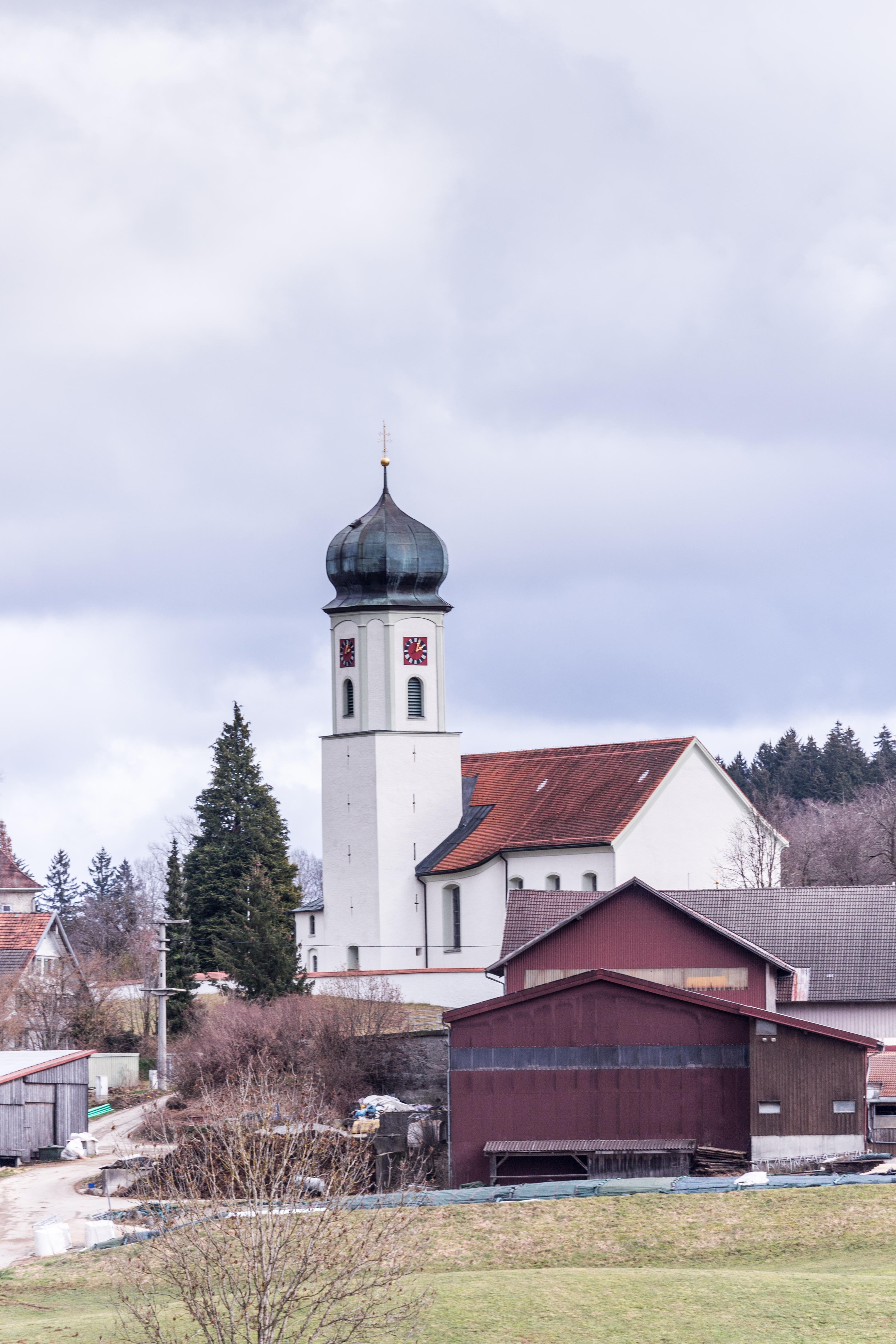
Unsere Liebe Frau in Maria-Thann

Die römisch-katholische Pfarr- und Wallfahrtskirche Unsere Liebe Frau steht in Maria-Thann, einem Gemeindeteil von Hergatz im schwäbischen Landkreis Lindau (Bodensee) in Bayern. Das denkmalgeschützte Bauwerk ist in der Liste der Baudenkmäler in Hergatz als Baudenkmal unter der Nr. D-7-76-131-4 eingetragen.

## Beschreibung
Die spätgotische Saalkirche wurde im Kern 1464 erbaut. Sie besteht aus einem um 1685 erhöhten Langhaus, einem eingezogenen, dreiseitig geschlossenen Chor im Osten, dessen Wände 1695/96 erhöht wurden, und einem Chorflankenturm auf quadratischem Grundriss an der Nordwand des Chors. Der Turm wurde 1718 nach Plänen des Vaters von Anton Joseph Walch mit einem achteckigen Geschoss für die Turmuhr und den Glockenstuhl aufgestockt und mit einer Zwiebelhaube bedeckt. 
Der Innenraum des Langhauses ist mit einer Decke mit Hohlkehle überspannt. Der 1708 gebaute Hochaltar wird von den Statuen der Lucia von Syrakus und der Katharina von Alexandrien flankiert. Von Esaias Gruber stammt ein Epitaph für einen 1551 gestorbenen Syrgenstein.